# Tetropium abietis
Tetropium abietis là một loài bọ cánh cứng trong họ Cerambycidae.